# Rhabdoblatta mentawiensis
Rhabdoblatta mentawiensis är en kackerlacksart som först beskrevs av Hanitsch 1928.  Rhabdoblatta mentawiensis ingår i släktet Rhabdoblatta och familjen jättekackerlackor. Inga underarter finns listade i Catalogue of Life.